# Þrjótrunn
Þrjótrunn is een kunsttaal uit 2006 van de Duitser Henrik Theiling. De auteur past de natuurlijke evolutie van het IJslands toe op het Vulgair Latijn en is dus op hetzelfde principe gestoeld als de fictieve Romaanse talen Brithenig (gebaseerd op het P-Keltisch) en Wenedyk (gebaseerd op het Pools). Het resultaat is een "Noord-Romaanse taal", die wordt gesproken op een alternatief IJsland.

## Voorbeeld
Þélk Nátli eð bon nó önn! betekent Vrolijk kerstfeest en een gelukkig nieuwjaar!